# 壬生周長
壬生 周長/徳雪斎（みぶ かねたけ/とくせっさい）は、戦国時代から安土桃山時代にかけての武将。下野宇都宮氏の家臣。周良とも。

## 略歴
壬生綱重の次男として誕生。
兄・綱房に協力し、壬生氏の勢力拡大に尽力する。主家・宇都宮氏の軍師しても活躍しており、大永元年（1521年）、川井合戦で岩城氏に那須氏と和睦をするよう進言し、両氏を和睦させる事に貢献した。天文18年（1549年）、主君・宇都宮尚綱が那須高資との合戦（喜連川五月女坂の戦い）で戦死すると、綱房と共に宇都宮城を占拠した。しかし、天文24年（1555年）に綱房が急死し、弘治3年（1557年）には宇都宮勢との戦いに敗れ、宇都宮城を奪還された。
周長は以後一貫して宇都宮氏への従属の姿勢であったが、綱房の跡を継いだ甥・綱雄は宇都宮氏からの独立を画策し、一族内で対立。また、周長が宇都宮広綱の意向を代行して佐竹氏や小山氏と外交交渉を行って後北条氏と対抗したり、鹿沼を拠点として綱雄に代わって日光山支配に乗り出したりした事で、親後北条氏派の綱雄との対立を深めていく事になる。天正4年（1576年）、周長は芳賀高定と謀って綱雄を鹿沼城の天満宮で暗殺した。しかし、同年に綱雄の子・壬生義雄との合戦に敗れ、周長は殺害された。